# Теофано Попова
Теофано Ненова Тодорова, по мъж Попова, е старозагорска учителка, общественичка и дарителка. През 1899 г. създава в Стара Загора Благотворително дружество „Добрий Самарянин“.

## Биография
Теофано Попова е родена през 1856 година в Ески Заара в семейство на православни родители: Нено Тодоров и Милка Тодорова. Бащата се занимава с абаджийство и „…минава за един от видните старозагорски граждани…“. Теофано започва учението си 5-годишна в Девическото училище в града, а после продължава в класното, което завършва на 14-годишна възраст и веднага е назначена за учителка в него. Това става с благословията на Анастасия Тошева. В училището тя показва отлична работа и системност в подготовката.
След 2 години преподаване се омъжва за Васил Д. Папазоолу (Попов), син на видния старозагорски богаташ Димитър Папазоолу, който е и училищен настоятел. От брака си има двама сина – Димитър и Васил.
Животът на семейството е неспокоен. Със започването на Руско-турската война то се изселва в Северна България и се установява в Свищов. Теофано Попова, владееща добре руски език (макар и самоука), е избрана да приветства на руски език руските войски в града по време на Освободителната война.
След подписването на мира семейството се завръща в Стара Загора, но тук съдбата нанася първия си удар на младата жена – умира съпругът Васил, в резултат на ширещата се епидемия в града. Осем месеца по-късно тя ражда второто си дете, кръстено на покойния си баща. За да не „…посегне на останалия от покойния ѝ мъж имот, Теофано Попова се отдава на учителствуване…“. Работи в Казанлък, Севлиево, Солун.
В Солунска българска девическа гимназия тя е и управителка на Девическия пансион в периода 1892 – 1893 г. След 3-годишен престой, през 1894 г. тя получава назначение в Девическата гимназия на Стара Загора и се завръща в родния си град. Тук я последва втората в живота ѝ катастрофа. През 1896 г. умира големият ѝ син Димитър, по това време учител в Свищовската гимназия. Обстоятелствата около смъртта му остават неизяснени. Има версии за убийство и самоубийство.
След тази трагедия Теофано се заема с обществена дейност. Тя „…обръща любвеобилното си сърце към децата на улицата, лишени от гальовностите и милувките на своите родители и с присъщите ѝ ентусиазъм и воля, с помощта на сестра си, близки и познати основава благотворителното дружество „Добрий самарянин“ в Стара Загора, на което бива избрана за председателка и остава такава до кончината си, в продължение на 30 години…“. На него посвещава цялата си енергия, а неговото преуспяване и постигане на поставените цели е нейна единствена грижа.
Прегледът на достигналите до нас отчети на дружеството показва енергията, находчивостта и настойчивостта на една жена с голямо сърце, която изгражда и поддържа тази институция чрез благотворителност. И когато тя отдава своята любов и грижи на сираците, получава от съдбата последния тежък житейски удар: нейният 25-годишен син, Васко, който е завършил висше образование в Австрия, издател и редактор е на сп. „Бранище“, радетел на запазване на българските гори., лесничей в Родопите, е убит. Теофано Попова сякаш има желание известно време да остане сама с мъката си… За да се събере и да продължи напред! Заема се с книжовни дела: пише няколко драми с исторически сюжети, сред които се откроява „Старозагорското въстание от 1875 г.“ През целия си живот пише и изнася сказки с християнска тематика: за брака, за тайнствата на православната църква, за значението на постите, за силата на молитвата и много други.
През 1927 г. урежда своето завещание, с което оставя цялата си собственост (чифлика в с. Малко Кадиево, 300 дка ниви, пасбища около него, над 40 дка гори край с. Могила и т.н., приложен е дълъг списък) на сиропиталището в родния си град. Умира на 18 януари 1929 г.
Личният ѝ архив се съхранява във фонд № 555К в Държавния архив – Стара Загора. Той се състои от 34 архивни единици от периода 1875 – 1929 г.
В Стара Загора е издигнат паметник на Теофано Попова.
Творчество: 
1. ПОПОВА, Теофано     Т. [Двадесети] 20-й Априлий (Средногорско въстание в 1876 г.) : Истор.     трагедия в 5 д. / Теофано Т. Попова. - Ст. Загора : д-во Добрий самарянин,     1930 (Ст. Загора : печ. Светлина). - 84 с. : 1 л. портр. ; 23 см

ЦБ 15689, Кр/К886.7-2/П 76 (Сист. N: 6784)
2. ПОПОВА, Теофано     Т. Долний и горний свят : (Видимий и невидим мир) / Теофано Т. Попова. -     Ст. Загора, 1914 (Ст. Загора : печ. Светлина). - 132 с. ; 24 см
ЦБ 15686, Кр/К886.7-8/П 76 (Сист. N: 6821)
3. ПОПОВА, Теофано     Т. Изкуп (Из съвременния живот) : Драма в 5 д. / Теофано Т. Попова. - Ст.     Загора : д-во Добрий самарянин, 1930 (Ст. Загора : печ. Светлина). - 43 с.     : 1 л. портр. ; 23 см
ЦБ 15727, Кр/К886.7-2/П 76 (Сист. N: 6785
4. ПОПОВА, Теофано     Тодорова. Старозагорското въстание през 16 септември 1875 година : Истор.     драма в 3 д. / Теофано Т. Попова. - Ст. Загора, 1919 (Ст. Загора : печ.     Светлина). - 44 с. ; 22 см
ЦБ 15707, Кр/К886.7-2/П 76 (Сист. N: 8621)
5. ПОПОВА, Теофано     Тодорова. Тъжно минало, плачевно настояще и бъдащето на Македония на     целокупна България / Теофано Т. Попова. - Ст. Загора : д-во Добрий     самарянин, 1926 (Ст. Загора : печ. Светлина). - 67 с. : с ил. ; 23 см. -     (Просв.-изд. комитет на Ст.-Заг. благод. д-во "Добрий Самарянин"     ; 11)
Приложение 23 снимки към текста.
ЦБ 15729, Кр/К886.7-1/П 76 Сист. N: 6761
6. ПОПОВА, Теофано     Т. Тълкувателно богослужение и обяснение св. божествена литургия / Теофано     Т. Попова. - Ст. Загора : д-во Добрий самарянин ; книж. и печ. Светлина,     1922. - 120 с. ; 23 см
ЦБ 15731, Кр/К21/22/П 76 (Сист. N: 6763)
7. ПОПОВА, Теофано     Тодорова. Христовото опяло : Похвална Христова надгробна песен / Теофано     Т. Попова. - Ст. Загора, 1923 (Ст. Загора : печ. Светлина). - 25 с. ; 23     см
ЦБ 13183, Кр/К265/П 76 (Сист. N: 6340)
8. ПОПОВА, Теофано     Т. Цар Иван Шишман или падането на Търновското царство : Истор. трагедия /     Теофано Т. Попова. - Ст. Загора, 1921 (Печ. и книговезница Светлина). - 60     с. ; 23 см
9. . Похвални песни на св. Богородица… - 1925.   
10. Късо очертане на живота на св. Николая... – 1924       . 
11. Една из многото семейни картини : Разказ из нар. ни живот. - 1899            
12. Где е тайната сиромашия?- 1899.           
13.. Реч, произнесена на 24 септември т. г. по случай юбилея на българский поет и литератор г-на Иван Вазов... - 1895.